# Conference Ouest 1998
La Conference Ouest 1998 è stata la 3ª edizione dell'omonimo torneo di football americano.
L'edizione è stata vinta dagli Yankees Angers sui Dockers de Nantes.

## Squadre partecipanti
| Club                  | Città        | Stadio | Sponsor ufficiale | Risultato nella stagione 1997 |
| --------------------- | ------------ | ------ | ----------------- | ----------------------------- |
| Chouans des Herbiers  | Les Herbiers |        |                   |                               |
| Dockers de Nantes     | Nantes       |        |                   |                               |
| Pionniers de Touraine | Tours        |        |                   |                               |
| Yankees Angers        | Angers       |        |                   |                               |

## Playoff

### Tabellone
|  | Semifinali            | Semifinali            | Semifinali        |                   |                | Ouest Bowl III        | Ouest Bowl III        | Ouest Bowl III       |  |
|  |                       |                       |                   |                   |                |                       |                       |                      |  |
|  | Yankees Angers        | Yankees Angers        | 14                |                   |                |                       |                       |                      |  |
|  | Yankees Angers        | Yankees Angers        | 14                |                   |                |                       |                       |                      |  |
|  | Pionniers de Touraine | Pionniers de Touraine | 12                |                   |                |                       |                       |                      |  |
|  | Pionniers de Touraine | Pionniers de Touraine | 12                |                   | Yankees Angers | Yankees Angers        | 20                    |                      |  |
|  |                       |                       |                   |                   | Yankees Angers | Yankees Angers        | 20                    |                      |  |
|  |                       |                       | Dockers de Nantes | Dockers de Nantes | 14             |                       |                       |                      |  |
|  | Dockers de Nantes     | Dockers de Nantes     | Dockers de Nantes | Dockers de Nantes | 14             | 36                    |                       |                      |  |
|  | Dockers de Nantes     | Dockers de Nantes     |                   |                   |                | 36                    |                       |                      |  |
|  | Chouans des Herbiers  | Chouans des Herbiers  | 0                 |                   |                | Finale 3º - 4º posto  | Finale 3º - 4º posto  | Finale 3º - 4º posto |  |
|  | Chouans des Herbiers  | Chouans des Herbiers  | 0                 |                   |                |                       |                       |                      |  |
|  |                       |                       |                   |                   |                |                       |                       |                      |  |
|  |                       |                       |                   |                   |                | Pionniers de Touraine | Pionniers de Touraine | 44                   |  |
|  |                       |                       |                   |                   |                | Pionniers de Touraine | Pionniers de Touraine | 44                   |  |
|  |                       |                       |                   |                   |                | Chouans des Herbiers  | Chouans des Herbiers  | 6                    |  |

### Semifinali
| 24 maggio 1998 | Yankees Angers | 14 – 12 | Pionniers de Touraine |  |

| 24 maggio 1998 | Dockers de Nantes | 36 – 0 | Chouans des Herbiers |  |

### Finale 3º - 4º posto
| 24 maggio 1998 | Pionniers de Touraine | 44 – 6 | Chouans des Herbiers |  |

### Ouest Bowl III
| 24 maggio 1998 | Yankees Angers | 20 – 14 | Dockers de Nantes |  |

## Verdetti
- Yankees Angers vincitori dell'Ouest Bowl 1998